# Platanthera sikkimensis
Platanthera sikkimensis là một loài thực vật có hoa trong họ Lan. Loài này được (Hook.f.) Kraenzl. miêu tả khoa học đầu tiên năm 1899.